# Discurs del Mont de les Oliveres

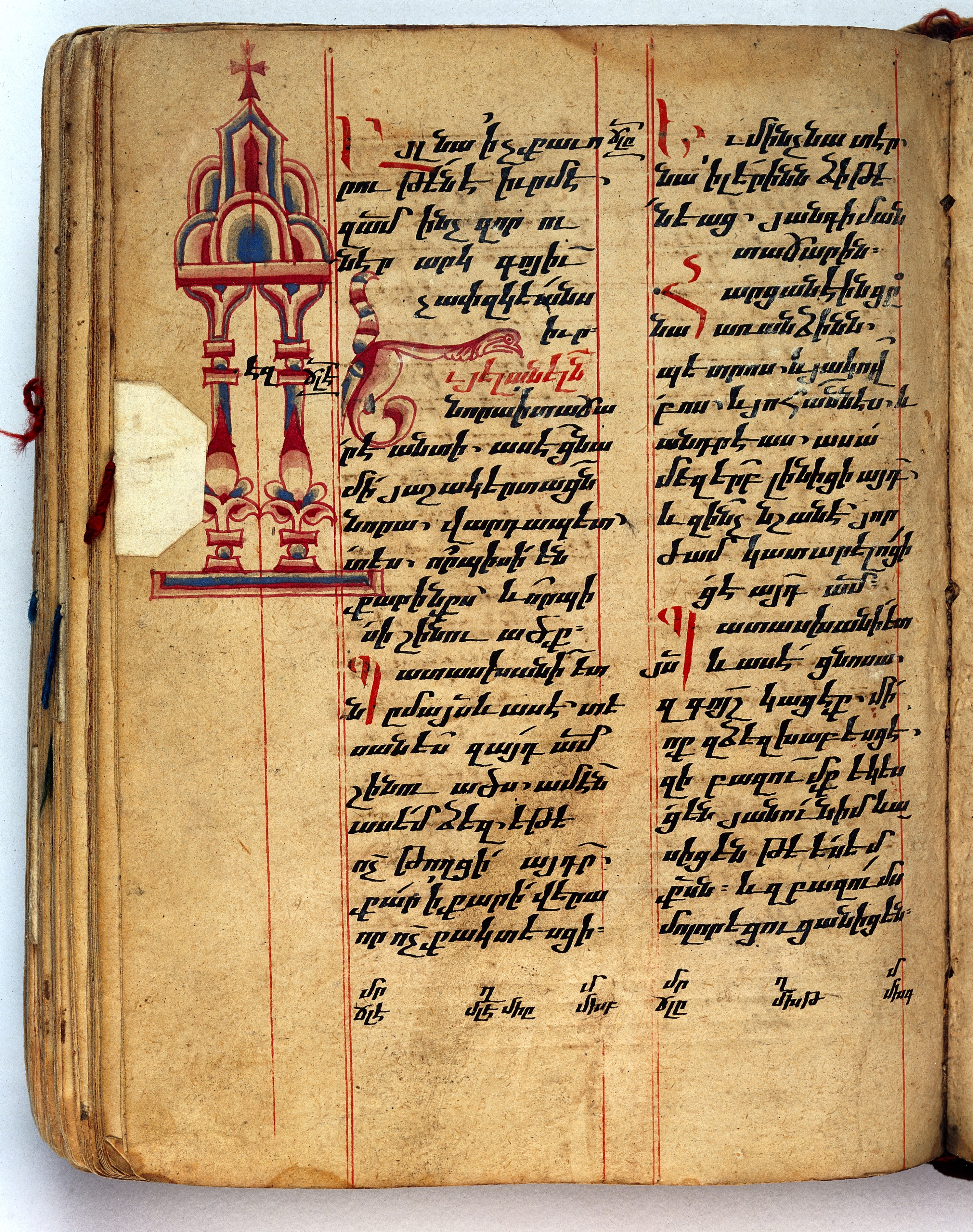
Bíblia armènia: Marc13:1-7, il·lustració del Temple de Jerusalem.

El Discurs sobre el mont de les Oliveres, de vegades conegut amb el nom de Discurs sobre la fi dels temps o Discurs escatològic, és un passatge del Nou Testament que figura als tres Evangelis sinòptics: informat per Marc 13, és reprès en Mateu 24 i Lluc 21. Aquestes paraules pronunciades per Jesucrist són una profecia de la fi dels temps i com a tals pertanyen al gènere apocalíptic. Paral·lelament, formen part d'esdeveniments concrets que permeten als exègetes suggerir una datació de l'evangeli de Marc.

## Presentació
Aquest episodi precedeix la detenció de Jesús i la seva Passió. Dirigint-se als seus apòstols reunits en el mont de les Oliveres, Jesús els adverteix de sofriments i persecucions que esperen els que creuen en ell, abans que sigui establert sobre terra el Regne de Déu al terme de la Gran Tribulació. Anuncia igualment la destrucció del Temple de Jerusalem.
Cadascun dels tres sinòptics inclou la paràbola de la figuera, que s'inscriu també en una perspectiva escatològica.
Una interpretació preterista d'aquests textos proposa de veure-hi la descripció simbòlica de la caiguda de Jerusalem durant la Primera Guerra Judeo-romana, l'any 70, i atribuir així aquesta data a l'Evangeli segons Marc.

## Datació del text de Marc

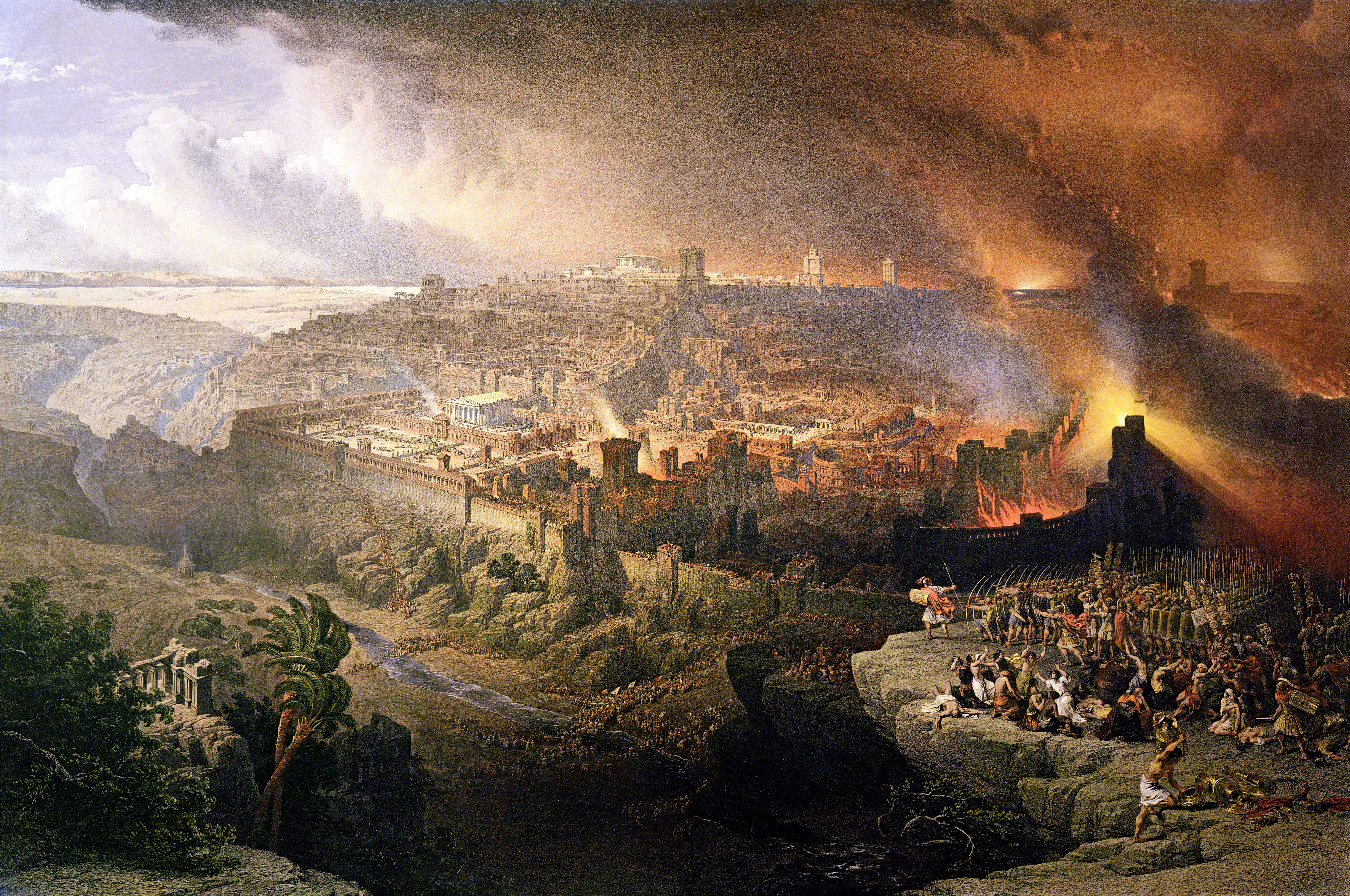
La Destrucció de Jerusalem l'any 70 per David Roberts (1850).

Per a Corina Combet-Galland, aquestes paraules que anuncien la fi dels temps evoquen un discurs de comiat pronunciat durant un període de disturbis. Hi ha indicis com la profanació del lloc sant (Mc 13:14) o l'amenaça dels tribunals (Mc 13:11) Tanmateix aquests elements poden també referir-se a la revolta jueva de 66-70, que s'acabarà amb l'incendi del Temple i la ruïna de Jerusalem, o desenvolupar una visió escatològica, atemporal, en la tradició bíblica.
Aquesta doble possibilitat no n'exclou una tercera: la d'una al·lusió als inicis de la guerra civil a Roma, al mateix moment, durant i després del regnat de Neró. La majoria dels investigadors en conclouen que « la data de 70, en un clima d'efervescència apocalíptica », és a retenir per a la composició d'aquest text, « sigui just abans sigui just després de, segons que se suposi la caiguda de Jerusalem imminent o ja realitzada »